# Silla roja y azul

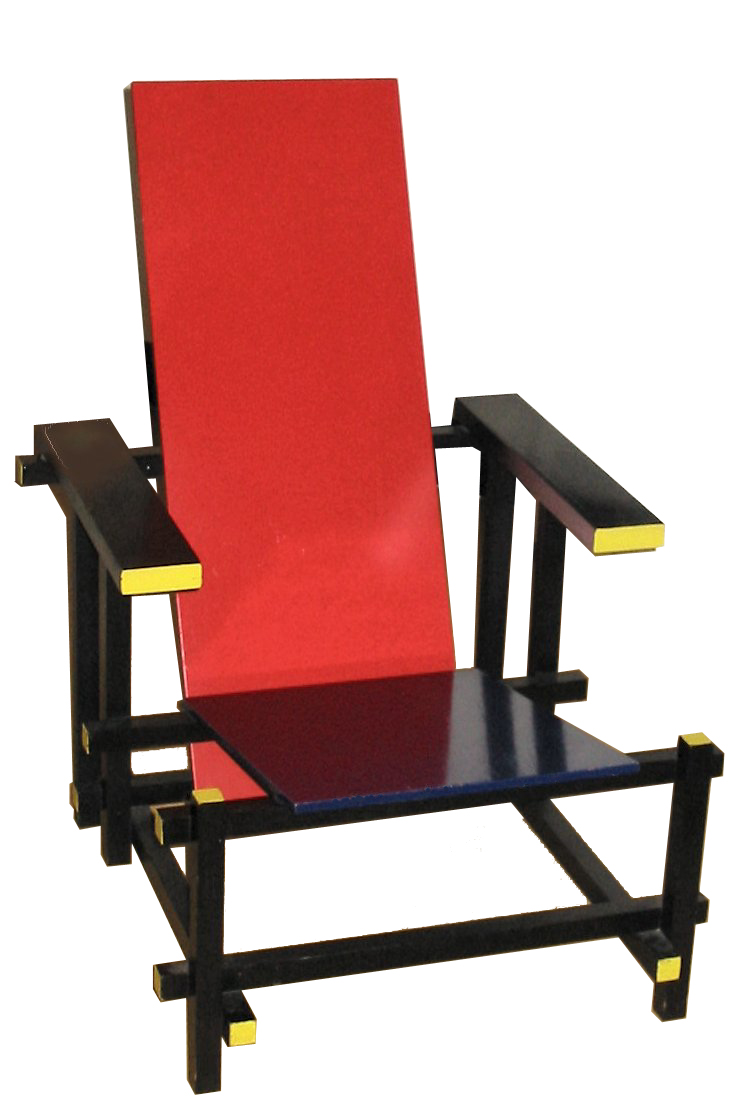
La silla roja y azul. La versión original estaba pintada en negro, gris y blanco.

La silla roja y azul (The Red Blue Chair en inglés) es una silla diseñada en 1917 por Gerrit Rietveld. Representa una de las primeras exploraciones del movimiento de arte De Stijl en las tres dimensiones. La silla original tenía un acabado natural y luego fue pintada con la paleta de colores primarios del De Stijl: negro, gris y blanco. Sin embargo, más tarde fue cambiada para parecerse a las pinturas de Piet Mondrian cuando Rietveld entró en contacto con la obra del artista en 1918. Rietveld finalmente se unió al movimiento De Stijl en 1919. Por su concepción extremadamente simplificada, este modelo fue concebido para ser fabricado en serie. La silla está expuesta actualmente en el Museo de Arte Moderno en Nueva York.